# Arthur Cecil Edwards
Arthur Cecil Edwards (* 1881; † 1953 in London) etablierte und leitete seit 1911 die Geschäfte der Firma Oriental Carpet Manufacturers (OCM) in Hamadan, der Hauptstadt der gleichnamigen Provinz im Nordwesten des Iran, und später als Geschäftsführer in London. Bekannt wurde er als Autor von The Persian Carpet („Der persische Teppich“, 1953), einer detaillierten Monografie über die iranische Teppichherstellung in der ersten Hälfte des 20. Jahrhunderts.

## Leben
Edwards’ Onkel James Baker war 1907/8 einer der Gründer der Firma Oriental Carpet Manufacturers (OCM) in Smyrna, dem heutigen Izmir. Die Firma kaufte und produzierte persische Teppiche für den Export nach Großbritannien.
1909 heiratete Edwards Clara Carey Case. Als Angestellter der OCM zog er 1911 mit seiner Frau ins nordwestpersische Hamadan, wo er für seine Firma eine eigene Teppichproduktion aufbaute und leitete. Am 11. Februar 1918 wurde ihr Sohn Arthur in Hamadan geboren. Beide Ehepartner waren von der persischen Kultur fasziniert. 1923 verließen die Edwards den Iran, bereisten noch für einige Monate das heutige Pakistan und seine Teppichmanufakturen, und zogen schließlich nach London. Dort übernahm Edwards die Geschäftsführung der OCM und weitete die Geschäftstätigkeit in den Vereinigten Staaten aus. Er verantwortete auch die Auslagerung der Teppichproduktion nach Indien, um die Produktionskosten zu senken. Während des Zweiten Weltkriegs zog die Familie nach Oxford und kehrte anschließend nach London zurück. Er und Clara schlossen Freundschaft mit dem Geschichtsphilosophen Arnold J. Toynbee und dem Literaturwissenschaftler Arnold J. Toynbee.
1948, nachdem Edwards in den Ruhestand getreten war, bereiste er zusammen mit seiner Frau erneut Persien, um Material für sein Buch The Persian Carpet: A Survey of the Carpet Weaving Industry of Persia zu sammeln. 1953, noch vor Erscheinen des Buchs, starb A. Cecil Edwards in London.

## Werke
- The House of Life, Atlantic Monthly, 1904[3]
- 1924–1926: Einzelne Gedichte in der Zeitschrift The Atlantic Monthly.[4]
- The Persian Caravan („Die persische Karawane“), 1928,[5] eine Sammlung einzelner Erzählungen mit exotischen Charakteren, inspiriert von Edwards’ Begegnungen in Persien. Eingestreut finden sich Ghaselen des persischen Dichters Hafis.
- The Persian Carpet: A Survey of the Carpet Weaving Industry of Persia,[6] 1953 posthum erschienen und wiederholt neu aufgelegt. Die Monografie ist auch heute noch eines der Standardwerke über den persischen Teppich. Es beschreibt im Detail die Herstellung, Farben, Muster und die stilistische Entwicklung des persischen Knüpfteppichs in den verschiedenen Provinzen des Iran, sowie die Geschichte der Regionen, ihrer Teppichproduktion, Zahl der Webstühle und Produktionsziffern seit Ende des 19. bis zur Mitte des 20. Jahrhunderts, und gibt einen Ausblick auf die Zukunft der Teppichindustrie unter dem Einfluss des europäischen Marktes. Synthetische Farben und billige Knüpftechniken zerstörten zu seiner Zeit die Färbung und Mustergestalt ebenso wie den strukturellen Aufbau des persischen Teppichs. Seine persönlichen Beobachtungen vor Ort fließen, teils in Anekdoten, teils in selbst gesammeltem Zahlenmaterial, in sein Werk ein.